# Tambourin club montarnéen
Maillots
Le Tambourin club montarnéen est un club français de balle au tambourin localisé à Montarnaud (Hérault). Le club est fondé le 6 janvier 1923.
L'équipe fanion masculine du club évolue parmi l'élite, le Championnat de France de balle au tambourin.

## Palmarès masculin
- Champion de France : 2010[2].
- Vice champion de France 2011.
- Vice champion de France 2012.
- 4e de la 27e coupe d'Europe de tambourin qui s'est déroulée à CALANIETTO en Italie le week-end du 7 et 8 juillet 2012.